# Xot de Guatemala
El xot de Guatemala (Megascops guatemalae) és una espècie d'ocell de la família dels estrígids (Strigidae). Habita els boscos des de Mèxic cap al sud, a través d'Amèrica Central fins al nord de Nicaragua. El seu estat de conservació es considera de risc mínim.